# 970-е годы до н. э.
970-е (девятьсо́т семидеся́тые) го́ды до на́шей э́ры по пролептическому юлианскому календарю — промежуток времени с 1 января 979 года до н. э. по 31 декабря 970 года до н. э., включающий с 979 по 971 годы 3-го десятилетия  и 970 год 4-го десятилетия X века 1-го тысячелетия до н. э. Им предшествовали 980-е годы до н. э., за ними следовали 960-е годы до н. э. Они закончились 2995 лет назад.

## Датированные события

### 979 до н. э.
- Междуречье, в этот год или около него: умер царь VII Вавилонской династии Мар-бити-апла-уцур, на престол взошёл Набу-мукин-апли, основавший VIII Вавилонскую династию.

### 978 до н. э.
Египет:
- Фараоном Египта вместо Осоркона Старшего стал Сиамон.

Ближний Восток:
- в этот год (по другим данным, в 969 году до н. э.)[1]: умер царь Тира Абибаал, ему наследовал сын Хирам I Великий.

### 977 до н. э.
- Китай, в этот год (по другим данным, в 966 или 948): 19 год Чжао-вана — Царь Чжоу Чжао-ван погиб на реке Цзян[2] во время похода на юг[3]. Этому предшествовали небесные знамения. Ему наследовал сын Мань (Му-ван, эра правления 976—922). Согласно гл.4 «Ши цзи»[4], Му-ван взошёл на престол в возрасте 50 лет и правил 55 лет, но сведения о возрасте современными учёными отвергаются как легендарные.

### 976 до н. э.
Египет:
- 10 год Сиамона — умер верховный жрец Амона Пинеджем II, жрецом стал его сын Псусеннес III (правил примерно до 943 года[5]).

Китай
- 1 год Му-вана — в Чжоу построен дворец Чжигун в Наньчжэне[6].

### 975 до н. э.
- Китай: князь Лу Ю-гун убит своим младшим братом Фэем, который ему наследовал (Вэй-гун, эра правления 974—925)[7].

### 973 до н. э.
- Малая Азия, 973/972 годы: Фракийцы, перейдя через Стримо, заняли Бебрикию, которая стала называться Вифинией[8]. По мнению И. М. Дьяконова, эти сведения античных хроник могут отражать достоверные данные[9].

### 972 до н. э.
Ассирия:
- в этот год (по другим данным, в 973 году до н. э.) — умер царь Ассирии Ашшур-раби II, ему наследовал сын Ашшур-реш-иши II.

Ближний Восток:
- Родился Ровоам, будущий царь Иудеи[10].

Корея:
- Тхэвон-ван, согласно корейской мифологии, стал ваном древнего Чосона.